# Ustnik słoneczny
Ustnik słoneczny (Pygoplites diacanthus) – gatunek ryby okoniokształtnej z rodziny pomakantowatych (Pomacanthidae). Reprezentuje monotypowy rodzaj Pygoplites. Bywa hodowana w akwariach morskich. Występuje w Indo-Pacyfiku. Dorasta do 25 cm długości. Żyje do 15 lat. Ryby tego gatunku nie wykazują dymorfizmu płciowego. 
Ubarwienie P.diacanthus może się różnić - występują różnice regionalne, zwłaszcza między populacjami z Oceanu Indyjskiego, Morza Czerwonego i Południowego Pacyfiku. Najładniej ubarwione są osobniki z Morza Czerwonego.

## Występowanie
Występuje na głębokościach do 80 m, w bogatych w koralowce obszarach lagun, raf, często w pobliżu jaskiń.

## Tryb życia
Jest to gatunek mięsożerny, który żywi się gąbkami i osłonicami. Niemigrujący, występuje samotnie, w parach lub grupach.  Tarło zwykle ma miejsce o zmierzchu lub w nocy.
Ryba ta była przedmiotem sztuki zoologicznej XVIII i XIX wieku.
Ma niewielkie znaczenie komercyjne (akwarystyka). Jest ceniona przez akwarystów za to, że jest jednym z niewielu „bezpiecznych dla rafy” gatunków, ponieważ jego dieta składa się głównie z gąbek i nie zawiera koralowców.